# 鳥栖市立弥生が丘小学校
鳥栖市立弥生が丘小学校（とすしりつ やよいがおかしょうがっこう）は、佐賀県鳥栖市弥生が丘四丁目にある公立小学校。

## 概要
歴史
2008年（平成20年）4月に開校。2023年（令和5年）に創立15周年を迎えた。
校章
「鳥栖」を象徴する「鳥」の絵を校名「弥生が丘」のイニシャルである「Y」の形にしたものを背景にしている。中央には校名の一部「弥生」の文字（縦書き）を、その下にはローマ字で左側に「YAYOI」、右側に「GAOKA」の文字（横書き）を置いている。
校歌
作詞、作曲ともに今村晃による。歌詞は3番まであり、各番の歌詞中に校名の「弥生が丘小」が登場する。
中学校との連携
鳥栖市では2013年（平成25年）度から、全小中学校での「併設型小・中学校」における「施設分離型」による小中一貫教育を実施しており、弥生が丘小学校は田代中学校との間で連携型の小中一貫教育を行っている。
通学区域
鳥栖市の後に「弥生が丘、今町、柚比町」が続く地域。中学校区は鳥栖市立田代中学校。

## 沿革
- 2008年（平成20年）
  - 4月1日 - 「鳥栖市立弥生が丘小学校」（現校名）が開校。
  - 4月7日 -  開校式・対面式を挙行。
  - 4月9日 -  第1回入学式を挙行。
  - 5月9日 -  PTAを設立。
  - 6月 - プール開き（体育館屋上プール）を実施。
- 2009年（平成21年）
  - 3月 - 体育館東に特設図工室が完成。第1回卒業証書授与式を挙行。
  - 4月 - 特別支援学級を新設。
- 2010年（平成22年）3月 - 普通教室の増築工事を完了。
- 2013年（平成25年）3月 - 管理棟、普通教室棟の増改築工事を完了。
- 2018年（平成30年）4月 - 通級指導教室「まなびの教室」新設

## 交通
最寄りの鉄道駅
- JR九州 鹿児島本線 「弥生が丘駅」

最寄りの幹線道路
- 佐賀県道329号九千部山公園線 「弥生が丘西」交差点
- 福岡県道・佐賀県道17号久留米基山筑紫野線 「柚比IC」

## 学校周辺
- 鳥栖市弥生が丘まちづくり推進センター
- 鳥栖プレミアム・アウトレット
- サガン鳥栖クラブハウス
- 鳥栖市北部グラウンド
- 梅坂公園